# Comté de Matagorda
Pour les articles homonymes, voir Matagorda.
Le comté de Matagorda, en anglais : Matagorda County, est un comté de l'État du Texas aux États-Unis. Selon le recensement des États-Unis de 2020, sa population est de 36 255 habitants. Fondé le 6 mars 1834, le siège de comté est la ville de Bay City. Son nom, d'origine espagnole, Mata gorda, signifie  en français : Grande brousse, en référence aux fourrés de canebrakes qui poussaient sur ses rivages dans le golfe du Mexique.

## Organisation du comté
Le comté est fondé le 6 mars 1834, à partir des terres du comté de Brazoria. Après plusieurs réorganisations foncières, il devient un comté de la république du Texas. Le 29 décembre 1845, le comté est intégré au nouvel État du Texas,. Le 4 décembre 1947, les  limites du comté sont étendues jusqu'au plateau continental dans le golfe du Mexique. Le nom espagnol du comté de Matagorda, signifie en français « grande brousse » et fait référence aux fourrés de canebrakes qui bordaient autrefois le rivage du golfe du Mexique.

## Comtés adjacents
| Comté de Wharton |                    | Comté de Brazoria |
| Comté de Jackson | comté de Matagorda |                   |
| Comté de Calhoun |                    |                   |

## Géographie

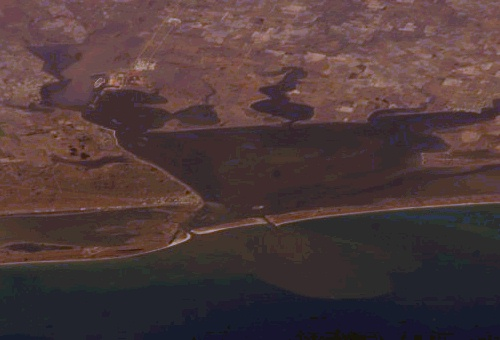
Vue satellite de la baie Matamorga.

Le comté de Matagorda est situé au sud-est du Texas, bordé par le golfe du Mexique, aux États-Unis. 
Il a une superficie totale de 4 174,4 km2, composée de 2 849,7 km2 de terres et de 1 326,7 km2 de zones aquatiques.
Le comté est traversé du nord au sud par le fleuve Colorado du Texas.

## Démographie
Lors du recensement de 2010, le comté comptait une population de 36 702 habitants. Elle est estimée, en 2017, à 132 000 habitants,.
| Groupes           | Comté de Matagorda | Texas | États-Unis |
| ----------------- | ------------------ | ----- | ---------- |
| Blancs            | 71,2               | 70,4  | 72,4       |
| Autres            | 12,4               | 10,6  | 6,4        |
| Afro-Américains   | 11,4               | 11,9  | 12,6       |
| Métis             | 2,1                | 2,5   | 2,7        |
| Asiatiques        | 2,0                | 3,8   | 4,8        |
| Amérindiens       | 0,7                | 0,7   | 0,9        |
| Total             | 100                | 100   | 100        |
|                   |                    |       |            |
| Latino-Américains | 38,4               | 37,6  | 16,7       |

Pyramide des âges du comté de Matagorda (2000).

Selon l'American Community Survey, pour la période 2011-2015, 71,36 % de la population âgée de plus de 5 ans déclare parler anglais à la maison, alors que 25,97 % déclare parler l’espagnol, 1,09 % le vietnamien et 1,59 % une autre langue.